# Burrhus Frederic Skinner
Burrhus Frederic Skinner (Suesquehanna Depot, Susquehanna megye, Pennsylvania, 1904. március 20. – Cambridge, Massachusetts, 1990. augusztus 18.) amerikai pszichológus és író. Úttörő munkát végzett a kísérleti pszichológia és a behaviorizmus területén. Számos vitatható munkát írt pszichológiai viselkedésmódosító technikákról, főként a kondicionálásról, a társadalom fejlődése és az emberek boldogságának növelése érdekében. Az ő nevéhez fűződik az operáns kondicionáló kamra, valamint a Radikális behaviorizmus. Saját kísérleti pszichológiai iskolát alapított. A 20. század egyik legbefolyásosabb pszichológusaként tartják számon.

## Életpályája
1904. március 20-án született Grace és William Skinner gyermekeként a pennsylvaniai Susquehannaban. Apja ügyvéd, anyja háztartásbeli volt. Egy öccse volt, aki 16 évesen meghalt.
A New York-i Hamilton College-ba járt, író akart lenni. 1926-ban meg is szerezte a főiskolai diplomát angol irodalomból. A diploma megszerzése után azonban hamar kiábrándult. New Yorkban dolgozott néhány hónapig egy könyvesboltban, ott elolvasta Bertrand Russel egyik könyvét (An Outline of Philosophy) – melyben a behaviorista John B. Watson filozófiáját tárgyalta -, melynek hatása nyomán felhagyott az irodalommal és felvételét kérte a Harvard Egyetem pszichológia szakára. 1931-ben doktorált és mint kutató egészen 1936-ig maradt az intézménynél. Ezután a Minnesotai Egyetemen tanított, majd később az Indianai Egyetemen, ahol a Pszichológia tanszék vezetője volt, mielőtt kinevezett professzorként visszatért volna a Harvardra 1948-ban. 1936-ban feleségül vette Yvonne Bluet, akivel a Minnesotai Egyetemen találkozott, két lányuk született, Julie és Deborah.
Skinner élete folyamán számtalan díjat kapott. 1968-ban megkapta a National Medal of Science díjat Lyndon B. Johnson elnöktől. Három évvel később aranyérmet kapott az Amerikai Pszichológia Alapítványtól. 8 évvel halála előtt az Amerikai Pszichológiai Társaság is kitüntette.
Élete vége felé szakmailag még mindig aktív volt. 1989-ben diagnosztizálták nála a leukémiát. 10 nappal halála előtt még az Amerikai Pszichológiai Társaságnál tartott beszédet, majd 1990. augusztus 18-án halt meg. A Mount Auburni temetőben van eltemetve a massachusettsi Cambridge-ben.

## Munkássága
Skinner kidolgozott rendszere az operáns kondicionáláson alapszik. A klasszikus viselkedéssel szemben, ahol a válaszokat specifikus ingerek váltják ki, az operáns viselkedést nem a kiváltó ingerek határozzák meg, hanem az, amelyhez a viselkedés vezet. Az operáns viselkedés vizsgálatához Skinner megtervezett egy dobozt és tanulmányozta a pedálokat nyomogató patkányokat és a billentyűket csipkedő galambokat.
A Szervezetek viselkedése című alapmunkájában a watsoni hagyomány folytatójaként lépett fel. Úgy vélte, hogy a pszichológia célja a viselkedés minél pontosabb leírása, vagyis azokat a törvényeket kell meghatározni, melyek hatására a viselkedés a következményeknek megfelelően alakul és a környezet hatása alá kerül.
A megerősítő folyamatokat kell hangsúlyozni, mert úgy vélte, hogy a viselkedés alakításában elsődleges szerepet játszanak. Viselkedésmódosító kísérleteket folytatott a pozitív és negatív megerősítésen keresztül, valamint bemutatta az operáns kondicionálást, egy viselkedésmódosító technikát, melyet Ivan Petrovics Pavlov klasszikus kondicionálásával szemben dolgozott ki.
Nem támogatta a büntetés alkalmazását, mivel kutatásai azt támasztották alá, hogy ez a viselkedés szabályozásának hatástalan módszere, ami csak rövidtávú viselkedésváltozást eredményez és ami leginkább ahhoz vezet, hogy az alany megpróbálja elkerülni a büntető ingert, ahelyett, hogy megpróbálná elkerülni azt a viselkedést, ami a büntetéshez vezetett. Legjobb példája ennek börtönök kudarca, hogy felszámolják a bűnözői viselkedést. Ha a börtön – mint büntető inger – hatásos lenne a viselkedés módosításában, nem lenne bűnözés.
Skinner azt állította, hogy a megerősítés, akár pozitív, akár negatív (utóbbit gyakran összekeverik a büntetéssel) hatásos, hogy tartós viselkedésváltozást eredményezzen.

## Néhány találmánya, tanítási programja, könyve

### Skinner-box
Kísérleteiben egy éhes állatot, általában patkányt vagy galambot, helyezett egy dobozba, melyben csak egy pedál volt, alatta pedig egy etetőtál. A dobozban a patkány körbejár és véletlenül megnyomja a pedált. A kísérletvezető bekapcsolja az ételadagolót, innentől kezdve ahányszor az állat rálép a pedálra étel hullik a tálba. A patkány megeszi az ételt, majd ismét megnyomja a pedált, az étel megerősíti a pedálnyomást.

### Bölcső Skinner Air-crib, Baby-tender
Annak érdekében, hogy segítsen feleségének megbirkózni a gyermeknevelés mindennapi feladataival, úgy gondolta feljavítja a szabvány kiságyat. Ezért megalkotta ezt az ún. "légi-bölcsőt " könnyen tisztítható, hőmérséklet és páratartalom szabályozóval ellátott doboz, melyet azért tervezett, hogy nagyobb mozgásteret adjon a csecsemőknek. Ez az egyik legellentmondásosabb találmánya. Volt némi sikere, később több kereskedelmi vállalat is forgalmazta.

### Oktató gép Skinner Teaching machine
Az oktató gép egy mechanikus eszköz, melynek célja, hogy kezelje/irányítsa a programozott utasításokat. Tartalmazza a kérdésekből álló listát és egy olyan szerkezetet, melyen keresztül a tanuló válaszolni tud minden egyes kérdésre. Helyes válasz esetén a tanulót megjutalmazzák.

### System 80
Egy másik tanító gép, amely Skinner módszerét követve készült el. Ez az automatizált oktatási eszköz 5 lépcsőből áll:
- 1, a tanuló azonnali visszajelzést kap;
- 2, a feladat kisebb részekből áll;
- 3, megismétli az utasításokat;
- 4, a legegyszerűbb feladattól halad a legnehezebbig;
- 5, pozitív megerősítést ad helyes válaszok esetén.

### Project Pigeon
A második világháború idején még nem voltak rakétairányító rendszerek, de Skinner megkísérelt kidolgozni egy galambvezérelt rakétát. Az Amerikai Haditengerészetnek szüksége volt egy hatásos fegyverre a német Bismarck osztályú hadihajóval szemben. Az irányítórendszer részét képezte a rakéta elején elhelyezett lencsék, mely kivetíti a célpont képét egy belső képernyőre, amit elképzelése szerint a betanított galamb elkezdi csipkedni ha azonosította a célpontot.
Annak ellenére, hogy sem elképzelését, sem magát a programot nem vették komolyan, a Nemzetvédelmi Kutatási Bizottság mégis 25 000 $-ral járult hozzá a kutatásokhoz, míg végül 1944. október 8-án törölték a programot.

### Tanítási programja
Skinnernek ugyanolyan befolyása volt az oktatásra, mint a pszichológiára. Gyakran idézett mondata: "A tanároknak meg kell tanulniuk, hogyan kell tanítani." Skinner szerint a viselkedés megváltoztatásának hatékony módszere a pozitív megerősítés, míg a büntetésből az emberek csak azt tanulják meg hogyan kerüljék el a büntetést. Azt mondja, hogy a tanulás útjában 5 dolog állhat:
1. a bukástól való félelem
2. a feladat nincs több, apró részre bontva
3. az utasítás hiánya
4. az egyértelmű utasítások hiánya
5. pozitív megerősítés hiánya

Úgy véli, hogy ezen 5 alapelv segítségével orvosolni tudja a fent említett problémákat. Ezeket az alapelveket a System 80-nál már olvashattuk.
Oktatással kapcsolatos nézetét a The Technology of Teaching(A tanítás technológiája) című munkájában mutatta be.

### Walden Two
Henry David Thoreau mikor megírta a Waldent, egy független, világtól elzárkózott, teljesen egyszerű életet élő közösséget akart ábrázolni a Walden tó partján, ahol az életet a spirituális felfedezéseknek szentelik. A Walden Kettőben, ami Skinner egy kitalált műve, a behaviorizmus eredményeit akarta bemutatni, hogyan képes formálni és alakítani az életet, egy kis, kitalált közösségben távol a szervezett társadalmaktól. 1945-ben kezdte el írni egy a könyvet, mert úgy érezte, hogy a világnak szüksége van új ötletekre és a háború okozta problémák megoldásaira.
Az ő történetében a Walden kettő közösségében közel 1000 ember élt boldogan, ahol a gyerekek mind együtt nevelődtek, míg a szüleik dolgoztak. Az emberek mindössze 4 órát dolgoztak és nem kapnak fizetést, mivel nem használtak pénzt a közösségben. Senki nem ad el semmit és nem is vesz semmit, mivel megosztják egymással termékeiket. Mindig van idejük játékra és szabadidős tevékenységre, valamint az élet élvezetére.
Sok kritikát kapott a könyv, mégis nagyon népszerű volt az 1960-as években.

## Publikációi angol nyelven
- The Behavior of Organisms: An Experimental Analysis, 1938. ISBN 1-58390-007-1
- Walden Two, 1948. ISBN 0-02-411510-X
- Science and Human Behavior, 1953. ISBN 0-02-929040-6
- Schedules of Reinforcement, with C. B. Ferster, 1957. ISBN 0-13-792309-0
- Verbal Behavior, 1957. ISBN 1-58390-021-7
- The Analysis of Behavior: A Program for Self Instruction, with James G. Holland, 1961. This self-instruction book is no longer in print, but the B.F. Skinner Foundation web site has an interactive version. ISBN 0070295654
- The Technology of Teaching, 1968
- Contingencies of Reinforcement: A Theoretical Analysis, 1969. ISBN 0-390-81280-3
- Beyond Freedom and Dignity, 1971. ISBN 0-394-42555-3
- About Behaviorism, 1974. ISBN 0-394-49201-3
- Particulars of My Life: Part One of an Autobiography, 1976. ISBN 0-394-40071-2
- Reflections on Behaviorism and Society, 1978. ISBN 0-13-770057-1
- The Shaping of a Behaviorist: Part Two of an Autobiography, 1979. ISBN 0-394-50581-6
- Notebooks, edited by Robert Epstein, 1980. ISBN 0-13-624106-9
- Skinner for the Classroom, edited by R. Epstein, 1982. ISBN 0-87822-261-8
- Enjoy Old Age: A Program of Self-Management, with M. E. Vaughan, 1983
- A Matter of Consequences: Part Three of an Autobiography, 1983. ISBN 0-8147-784-53
- Upon Further Reflection, 1987. ISBN 0-13-938986-5
- Recent Issues in the Analysis of Behavior, 1989. ISBN 0-675-20674-X
- Cumulative Record: A Selection of Papers, 1959, 1961, 1972 and 1999 as Cumulative Record: Definitive Edition. This book includes the authentic account of the much-misrepresented "Baby in a box" device. ISBN 0874119693

## Művei magyar fordításban
- A tanítás technológiája (The technology of teaching); ford. Nagy Imre; Gondolat, Bp., 1973. 248 p. 9 t.
- Szabadon fogva (Beyond freedom and dignity); ford. Kemenes Inez; Magyar Könyvklub, Bp.. 2004. 246 p. ISBN 963-549-083-6

## Fordítás
- Ez a szócikk részben vagy egészben  a   B. F. Skinner című angol Wikipédia-szócikk fordításán alapul.  Az eredeti cikk szerkesztőit annak laptörténete sorolja fel. Ez a jelzés csupán a megfogalmazás eredetét és a szerzői jogokat jelzi, nem szolgál a cikkben szereplő információk forrásmegjelöléseként.